# Solenopsis weiseri
Solenopsis weiseri é uma espécie de formiga do gênero Solenopsis, pertencente à subfamília Myrmicinae.